# Sunset Season
 (juillet 2024).
La mise en forme du texte ne suit pas les recommandations de Wikipédia : il faut le « wikifier ».
Les points d'amélioration suivants sont les cas les plus fréquents. Le détail des points à revoir est peut-être précisé sur la page de discussion.
- Les titres sont pré-formatés par le logiciel. Ils ne sont ni en capitales, ni en gras.
- Le texte ne doit pas être écrit en capitales (les noms de famille non plus), ni en gras, ni en italique, ni en « petit »…
- Le gras n'est utilisé que pour surligner le titre de l'article dans l'introduction, une seule fois.
- L'italique est rarement utilisé : mots en langue étrangère, titres d'œuvres, noms de bateaux, etc.
- Les citations ne sont pas en italique mais en corps de texte normal. Elles sont entourées par des guillemets français : « et ».
- Les listes à puces sont à éviter, des paragraphes rédigés étant largement préférés. Les tableaux sont à réserver à la présentation de données structurées (résultats, etc.).
- Les appels de note de bas de page (petits chiffres en exposant, introduits par l'outil «  Source ») sont à placer entre la fin de phrase et le point final[comme ça].
- Les liens internes (vers d'autres articles de Wikipédia) sont à choisir avec parcimonie. Créez des liens vers des articles approfondissant le sujet. Les termes génériques sans rapport avec le sujet sont à éviter, ainsi que les répétitions de liens vers un même terme.
- Les liens externes sont à placer uniquement dans une section « Liens externes », à la fin de l'article. Ces liens sont à choisir avec parcimonie suivant les règles définies. Si un lien sert de source à l'article, son insertion dans le texte est à faire par les notes de bas de page.
- La présentation des références doit suivre les conventions bibliographiques. Il est recommandé d'utiliser les modèles {{Ouvrage}}, {{Chapitre}}, {{Article}}, {{Lien web}} et/ou {{Bibliographie}}. Le mode d'édition visuel peut mettre en forme automatiquement les références.
- Insérer une infobox (cadre d'informations à droite) n'est pas obligatoire pour parachever la mise en page.

Pour une aide détaillée, merci de consulter Aide:Wikification.
Si vous pensez que ces points ont été résolus, vous pouvez retirer ce bandeau et améliorer la mise en forme d'un autre article.
Pour les articles homonymes, voir Sunset et Season.
Sunset Season est le premier EP de l'auteur-compositeur-interprète américain et créateur de contenu Conan Gray. Il a été publié sous Republic Records le 16 novembre 2018. Sunset Season a été principalement produit par Dan Nigro et coproduit par Conan Gray, qui a également écrit et composé l'EP de cinq titres. Gray a sorti Idle Town, Generation Why et Crush Culture en singles. L'EP a atteint la deuxième place des albums américains Heatseeker.

## Histoire
Gray a cité le premier album de Lorde, Pure Heroine, comme source d'inspiration majeure pour l'EP en raison de sa nostalgie des petites villes.
En octobre 2018, Gray a commencé la tournée Sunset Shows pour soutenir le projet. La tournée s'est déroulée jusqu'en mai 2019.
En novembre 2019, Conan Gray s'est rendu sur Twitter pour célébrer le premier anniversaire de la sortie de l'EP, déclarant[réf. nécessaire] « Je ne peux même pas commencer à expliquer à quel point ces cinq chansons ont changé ma vie, donc je ne vais même pas essayer de le faire. Je suis plus heureux maintenant que je ne l'ai jamais été de toute ma vie, alors merci. » Le tweet présentait une capture d'écran de la croissance du PE sur Spotify, montrant qu'il avait gagné plus de 145 millions de streams en un an.

## Mérite[pasclair]
Crédits adaptés de Tidal.
- Conan Gray – chanteur (all tracks), parolier (all tracks), producteur (track 1), clavier (track 1), chant supplémentaire (all tracks)
- Daniel Nigro – producteur (tracks 2–5), basse (tracks 2–4), guitare (tracks 2–3), programmation de batterie (tracks 2–4 ), mellotron (tracks 2–3), mixage (track 2)
- Rob Kinelski - mixage (tracks 3–5)
- Ryan Linvil - programmation de batterie (tracks 2–4)
- Kate Brady - chant supplémentaire (track 2)
- Yves Rothman – programmation batterie (track 3)

## Liste des pistes
Tous les morceaux sont écrits par Conan Gray.
| EP    | EP             | EP           | EP    | EP | EP | EP | EP | EP | EP |
| No    | Titre          | Produit par  | Durée |    |    |    |    |    |    |
| ----- | -------------- | ------------ | ----- | -- | -- | -- | -- | -- | -- |
| 1.    | Idle Town      | Conan Gray   | 3:58  |    |    |    |    |    |    |
| 2.    | Generation Why | Daniel Nigro | 3:40  |    |    |    |    |    |    |
| 3.    | Crush Culture  | Daniel Nigro | 3:24  |    |    |    |    |    |    |
| 4.    | Greek God      | Daniel Nigro | 3:57  |    |    |    |    |    |    |
| 5.    | Lookalike      | Daniel Nigro | 3:41  |    |    |    |    |    |    |
| 18:36 |                |              |       |    |    |    |    |    |    |

## Classement
| Classement (2018)                         | Plus haute position |
| ----------------------------------------- | ------------------- |
| Albums téléchargés au Royaume-Uni ( OCC ) | 57                  |
| 2                                         |                     |